# ロイヤル・ロンドン (戦列艦)
|          |                         |
| 艦歴     |                         |
| 建造:    | デットフォード工廠      |
| 進水:    | 1666年6月10日           |
| その後:  | 1667年焼損・解体        |
| 性能諸元 |                         |
| クラス:  | 1等戦列艦               |
| 全長:    | 竜骨：127ft（39m）      |
| 全幅:    | 41ft 9½in（12.7m）      |
| 喫水:    | 17ft（5.2m）            |
| 機関:    | 帆走（3本マストシップ） |
| 兵装:    | 各種口径の砲96門        |

ロイヤル・ロンドン (HMS Loyal London) は1666年6月10日にデットフォード工廠で進水したイギリス海軍の96門1等戦列艦。
進水から1年後の6月13日に火災で損傷したため、ロイヤル・ロンドンは解体された。資材は100門艦ロンドンの建造に再利用された。